# Tom Cole
Thomas Jeffery Cole, detto Tom (Shreveport, 28 aprile 1949), è un politico statunitense, membro della Camera dei Rappresentanti per lo stato dell'Oklahoma.

## Biografia
Nato in Louisiana in una famiglia di nativi americani, dopo gli studi a Yale Cole usufruì del programma Fulbright per studiare all'Università di Londra. Successivamente lavorò come insegnante di storia prima di entrare in politica.
Dopo aver aderito al Partito Repubblicano, nel 1988 venne eletto all'interno della legislatura statale dell'Oklahoma e vi rimase fino al 1991. Nel 1995 divenne Segretario di Stato dell'Oklahoma, carica che mantenne per quattro anni. Inoltre lavorò come consulente per alcuni politici e per la camera di commercio degli Stati Uniti.
Nel 2002 si candidò alla Camera dei Rappresentanti per il seggio lasciato vacante da J. C. Watts e riuscì ad essere eletto deputato, per poi venire riconfermato nelle successive tornate elettorali.